# Exyston ater
Exyston ater är en stekelart som beskrevs av Mason 1959. Exyston ater ingår i släktet Exyston och familjen brokparasitsteklar. Inga underarter finns listade i Catalogue of Life.